# بوب ديفيز
بوب ديفيز (بالإنجليزية: Bob Davies) مواليد 15 يناير 1920 في هاريسبرج - الوفاة 22 أبريل 1990، كان لاعب كرة سلة أمريكي تحول إلى التدريب بعد الاعتزال بدأ مسيرته الاحترافية في سنة 1943.. بلغ طوله 6 قدم 1 بوصة (1.9 م). اعتزل اللعب في 1955. دخل قاعة نايسميث التذكارية لمشاهير كرة السلة.

## روابط خارجية
- بوب ديفيز على موقع إن بي أي (الإنجليزية)
- بوب ديفيز على موقع سبورتس رفرنس (الإنجليزية)
- بوب ديفيز على موقع كلية كرة السلة في سبورتس رفرنس.كوم (الإنجليزية)
- بوب ديفيز على موقع ريلجم (الإنجليزية)
- بوب ديفيز على موقع بروبوليرز (الإنجليزية)
- بوب ديفيز على موقع قاعة المشاهير الجامعة الوطنية لكرة السلة (الإنجليزية)
- بوب ديفيز على موقع كلية كرة السلة في سبورتس رفرنس.كوم (الإنجليزية)
- بوب ديفيز على موقع سبورتس رفرنس (الإنجليزية)